# Ôtrement dit
 (signalé en juillet 2025).
Si vous disposez d'ouvrages ou d'articles de référence ou si vous connaissez des sites web de qualité traitant du thème abordé ici, merci de compléter l'article en donnant les références utiles à sa vérifiabilité et en les liant à la section « Notes et références ».
- Archive Wikiwix
- Bing
- Cairn
- DuckDuckGo
- E. Universalis
- Gallica
- Google
- G. Books
- G. News
- G. Scholar
- Persée
- Qwant
- (zh) Baidu
- (ru) Yandex
- (wd) trouver des œuvres sur Wikidata

Ôtrement dit était une émission de télévision politique, présentée par Dominique Reoderer et Claude Sérillon sur France Ô.[précision nécessaire]

## Concept
Chaque semaine, c'est un invité politique qui s'exprime sur ses idées, ses projets mais aussi ses petites habitudes.